# Championnat de Bulgarie de football 1975-1976
Navigation
Saison précédente Saison suivante
La saison 1975-1976 du Championnat de Bulgarie de football était la 52e édition du championnat de première division en Bulgarie. Les seize meilleurs clubs du pays se retrouvent au sein d'une poule unique, la Vissha Professionnal Football League, où ils s'affrontent deux fois, à domicile et à l'extérieur. À la fin de la saison, les deux derniers du classement sont relégués et remplacés par les deux meilleurs clubs de deuxième division.
Le CSKA Septemvriysko zname Sofia conserve son titre de champion de Bulgarie en terminant en tête du classement, avec 2 points d'avance sur le Levski-Spartak Sofia et 4 sur l'Akademik Sofia. C'est le 19e titre de champion de l'histoire du CSKA, qui manque l'occasion de réussir le doublé en s'inclinant face au Levski-Spartak en finale de la Coupe de Bulgarie.

## Les 16 clubs participants
| - Levski-Spartak Sofia - CSKA Septemvriysko zname Sofia - PFK Spartak Pleven - Lokomotiv Plovdiv - Pirin Blagoevgrad - PFC Slavia Sofia - Dunav Ruse - Lokomotiv Sofia | - Tcherno More Varna - ZhSK-Spartak Varna - Promu de D2 - PFC Minyor Pernik - Trakia Plovdiv - Botev Vratsa - Akademik Sofia - Beroe Stara Zagora - Promu de D2 - PFC Sliven |

## Compétition

### Classement
Le barème utilisé pour établir le classement est le suivant :
- Victoire : 2 points
- Match nul : 1 point
- Défaite : 0 point

| Rang | Équipe                           | Pts | J  | G  | N  | P  | Bp | Bc | Diff |
| ---- | -------------------------------- | --- | -- | -- | -- | -- | -- | -- | ---- |
| 1    | CSKA Septemvriysko zname Sofia T | 43  | 30 | 17 | 9  | 4  | 61 | 30 | +31  |
| 2    | Levski-Spartak Sofia C           | 41  | 30 | 16 | 9  | 5  | 58 | 33 | +25  |
| 3    | Akademik Sofia                   | 37  | 30 | 14 | 9  | 7  | 35 | 25 | +10  |
| 4    | Lokomotiv Plovdiv                | 33  | 30 | 12 | 9  | 9  | 43 | 33 | +10  |
| 5    | PFC Slavia Sofia                 | 32  | 30 | 11 | 10 | 9  | 43 | 41 | +2   |
| 6    | Trakia Plovdiv                   | 32  | 30 | 10 | 12 | 8  | 24 | 26 | -2   |
| 7    | PFC Sliven                       | 31  | 30 | 13 | 5  | 12 | 29 | 30 | -1   |
| 8    | Lokomotiv Sofia                  | 29  | 30 | 9  | 11 | 10 | 35 | 33 | +2   |
| 9    | Dunav Ruse                       | 29  | 30 | 11 | 7  | 12 | 32 | 38 | -6   |
| 10   | Beroe Stara Zagora P             | 28  | 30 | 8  | 12 | 10 | 35 | 39 | -4   |
| 11   | ZhSK-Spartak Varna P             | 27  | 30 | 10 | 7  | 13 | 32 | 33 | -1   |
| 12   | Pirin Blagoevgrad                | 27  | 30 | 7  | 13 | 10 | 24 | 28 | -4   |
| 13   | Botev Vratsa                     | 27  | 30 | 11 | 5  | 14 | 30 | 36 | -6   |
| 14   | PFC Minyor Pernik                | 26  | 30 | 8  | 10 | 12 | 30 | 46 | -16  |
| 15   | Tcherno More Varna               | 24  | 30 | 7  | 10 | 13 | 35 | 44 | -9   |
| 16   | PFK Spartak Pleven               | 14  | 30 | 4  | 6  | 20 | 32 | 63 | -31  |

|  | Qualification pour la Coupe des clubs champions 1976-1977                                |
|  | Qualification pour la Coupe des Coupes 1976-1977                                         |
|  | Qualification pour la Coupe UEFA 1976-1977                                               |
|  | Relégation en deuxième division                                                          |
|  | T : Tenant du titre C : Vainqueur de la Coupe de Bulgarie P : Promu de deuxième division |

## Bilan de la saison
| Championnat de Bulgarie de football 1975-1976 |                                            |
| Champion                                      | CSKA Septemvriysko zname Sofia (19e titre) |
| Coupes et trophées                            |                                            |
| Vainqueur de la Coupe de Bulgarie 1975-1976   | Levski-Spartak Sofia                       |
| Qualifications continentales                  |                                            |
| Coupe des clubs champions 1976-1977           | CSKA Septemvriysko zname Sofia             |
| Coupe des Coupes 1976-1977                    | Levski-Spartak Sofia                       |
| Coupe UEFA 1976-1977                          | Akademik Sofia                             |
| Coupe UEFA 1976-1977                          | Lokomotiv Plovdiv                          |
| Promotions et relégations                     |                                            |
| Promus en Vissha PFL                          | Marek Stanke Dimitrov                      |
| Promus en Vissha PFL                          | Akademik Svishtov                          |
| Relégués en B PFL                             | Tcherno More Varna                         |
| Relégués en B PFL                             | PFK Spartak Pleven                         |